# Орандж (Техас)
Орандж (англ. Orange) — місто (англ. city) в США, адміністративний центр округу Орандж найсхідніше місто у штаті Техас. Населення — 19 324 особи (2020). Розташоване на річці Сабін на межі зі штатом Луїзіана, частина агломерації Бомонт — Порт-Артур. Засноване в 1836 році як морський порт на річці Сабін.

## Географія
Орандж розташований за координатами 30°7′0″ пн. ш. 93°45′37″ зх. д. / 30.11667° пн. ш. 93.76028° зх. д. (30.116631, -93.760373).  За даними Бюро перепису населення США в 2010 році місто мало площу 58,13 км², з яких 55,19 км² — суходіл та 2,94 км² — водойми. В 2017 році площа становила 62,64 км², з яких 57,18 км² — суходіл та 5,46 км² — водойми.

### Клімат
| Клімат : Орандж         | Клімат : Орандж | Клімат : Орандж | Клімат : Орандж | Клімат : Орандж | Клімат : Орандж | Клімат : Орандж | Клімат : Орандж | Клімат : Орандж | Клімат : Орандж | Клімат : Орандж | Клімат : Орандж | Клімат : Орандж | Клімат : Орандж |
| Показник                | Січ.            | Лют.            | Бер.            | Квіт.           | Трав.           | Черв.           | Лип.            | Серп.           | Вер.            | Жовт.           | Лист.           | Груд.           | Рік             |
| Абсолютний максимум, °C | 26,7            | 27,8            | 30,6            | 32,8            | 35,0            | 36,7            | 40,0            | 43,9            | 37,2            | 33,9            | 30,6            | 27,8            | 40,6            |
| Середній максимум, °C   | 15,6            | 17,8            | 21,7            | 25,0            | 28,9            | 31,7            | 32,8            | 33,3            | 30,6            | 26,7            | 21,1            | 17,2            | 25,0            |
| Середній мінімум, °C    | 4,4             | 6,1             | 10,0            | 13,3            | 17,8            | 21,1            | 22,2            | 22,2            | 19,4            | 13,9            | 8,9             | 5,6             | 13,9            |
| Абсолютний мінімум, °C  | −9,4            | −6,1            | −4,4            | 1,1             | 8,3             | 11,1            | 13,9            | 14,4            | 5,6             | 1,7             | −5              | −11,7           | −11,7           |
| ----------------------- | --------------- | --------------- | --------------- | --------------- | --------------- | --------------- | --------------- | --------------- | --------------- | --------------- | --------------- | --------------- | --------------- |
| Джерело:                |                 |                 |                 |                 |                 |                 |                 |                 |                 |                 |                 |                 |                 |

## Демографія

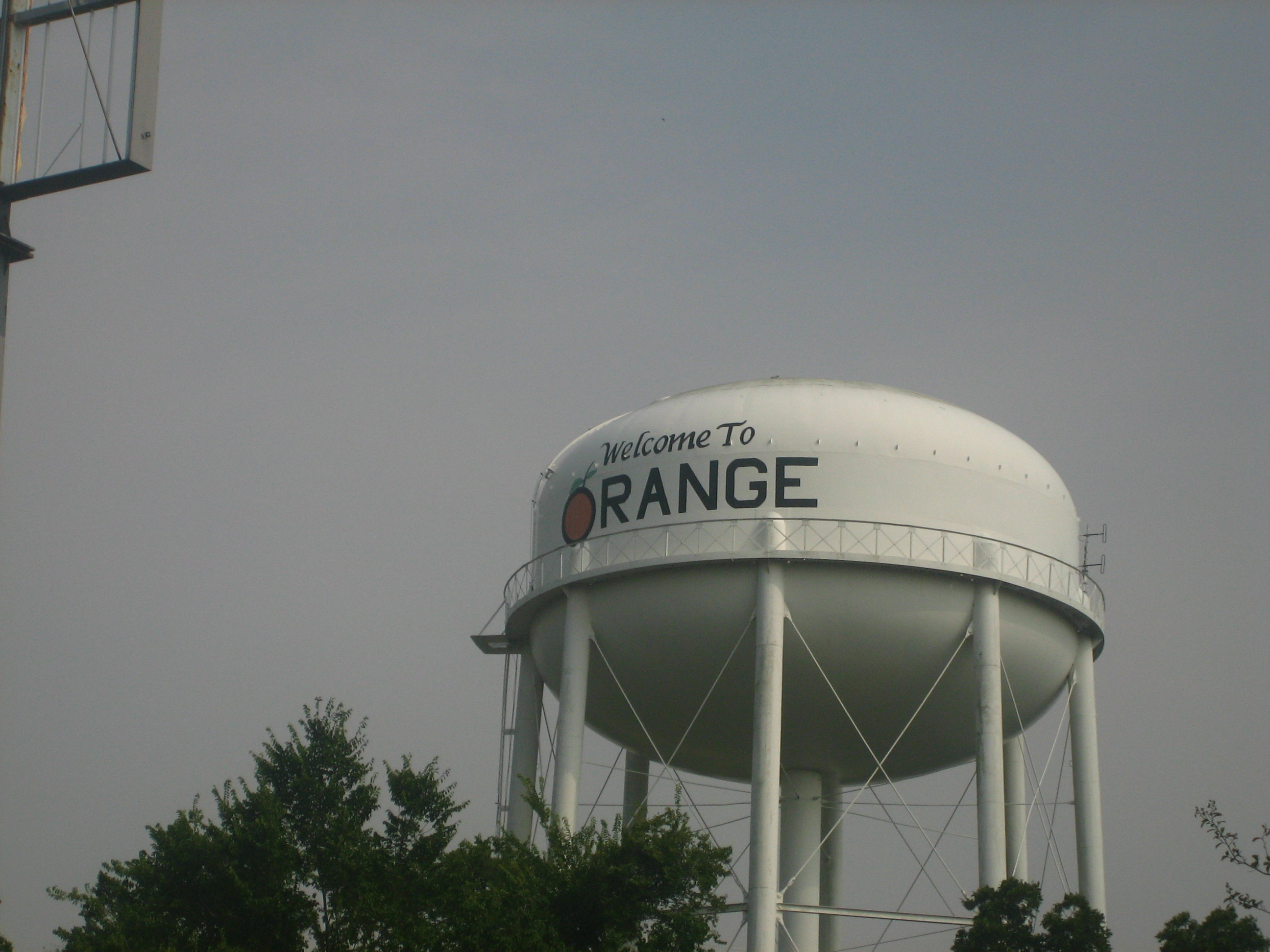
Міська Водонапірна башта

Згідно з переписом 2010 року, у місті мешкало 18 595 осіб у 7360 домогосподарствах у складі 4933 родин. Густота населення становила 320 осіб/км².  Було 8868 помешкань (153/км²).
Расовий склад населення:
| - 60,9 % — білих - 33,2 % — чорних або афроамериканців - 1,7 % — азіатів - 0,3 % — корінних американців - 1,9 % — осіб інших рас |

До двох чи більше рас належало 2,0 %. Частка іспаномовних становила 5,2 % від усіх жителів.
За віковим діапазоном населення розподілялося таким чином: 24,8 % — особи молодші 18 років, 59,3 % — особи у віці 18—64 років, 15,9 % — особи у віці 65 років та старші. Медіана віку мешканця становила 39,1 року. На 100 осіб жіночої статі у місті припадало 95,5 чоловіків;  на 100 жінок у віці від 18 років та старших — 91,2 чоловіків також старших 18 років.
Середній дохід на одне домашнє господарство  становив 57 993 долари США (медіана — 40 126), а середній дохід на одну сім'ю — 68 996 доларів (медіана — 52 114). Медіана доходів становила 43 536 доларів для чоловіків та 35 228 доларів для жінок. За межею бідності перебувало 21,2 % осіб, у тому числі 29,1 % дітей у віці до 18 років та 11,9 % осіб у віці 65 років та старших.
Цивільне працевлаштоване населення становило 7797 осіб. Основні галузі зайнятості: освіта, охорона здоров'я та соціальна допомога — 18,3 %, роздрібна торгівля — 17,3 %, виробництво — 14,9 %.